# Julián Rodríguez Blanco
Julián Rodríguez Blanco (Boavita, Boyacá, Colombia, 2 de agosto de 1979) es un guitarrista y compositor colombiano, que ha ganado fama por su magnífica música y por su estilo propio, entre sus reconocimientos ha sido condecorado con la orden Simón Bolívar en el grado de Gran Caballero por el congreso de la república.
Estuvo prenominado a los premios Grammy Latinos en 4 categorías:
- Mejor Álbum Instrumental
- Mejor Vídeo Largo
- Mejor Ingeniería de Grabación
- Mejor Diseño de Empaque.

## Biografía
Nació en Boavita, una población al norte de Boyacá donde pasó los primeros años de su vida. A temprana edad puso de manifiesto su talento musical a través de la guitarra.

### Infancia y primeros años
Julián define su infancia así: "Mis primeras vivencias con el maravilloso mundo de la música se dieron en Boavita, Boyacá a muy temprana edad cuando mi padre tocaba el tiple y junto con mi madre nos arrullaban con sus cantos en la noche, naciendo el sentimiento de amor y de pasión hacia este noble instrumento con el cual me fui involucrando por su sonido, su misterio, la exigencia en su práctica y las múltiples maneras en su ejecución. En uno de los viajes que mi Padre hizo a Bogotá me trajo una guitarra y unos métodos, de esta manera autodidacta me inicié en el ámbito musical, pues en el pueblo no había profesor de guitarra; sólo tenía maestros de la banda de ferias y fiestas. Cuando mi padre me llevó el instrumento comencé a ver documentales musicales en televisión y a escuchar las emisoras que transmitían programas armoniosos a través de la radio, también aprovechaba los festivales que se realizaban en la región y sin permiso casi siempre me desplazaba a diferentes lugares, fue como ese proceso de formación hasta que llegue a la casa de la cultura donde percibieron que tenía talento y comenzaron a vincularme en algunos eventos representando a mi pueblo Boavita, logrando tener un primer puesto en el concurso Frailejón de oro de Güicán en 1985)".

### Vida musical
A sus 16 años se traslada a Bogotá donde inicia estudios en la Academia Luis A. Calvo. Posteriormente ingresa al conservatorio de música y le otorgan el diploma de estudios musicales básicos. Luego se gradúa como Concertista en Guitarra (Guitarrista) en el conservatorio de música de la Universidad Nacional. Ha realizado talleres de profundización con grandes Maestros en el ámbito Internacional.
En su disco "Una guitarra para Colombia" no lo escucharemos tocando a Bach ni a los clásicos sino que nos deleitaremos escuchando obras muy diversas, en su gran mayoría del repertorio popular, utilizando recursos técnicos de la guitarra de concierto. En el 2002 sale el Álbum “Ilusiones”, (El Instituto San Bernardo de la Salle es apoyado para que surjan los niños talento y ayudarles en la divulgación) es ahí donde se estrena como productor y a su vez apadrinándolos, la guitarra está presente en todos los temas del álbum. Se graba en la casa disquera Disonex.
La segunda más reciente Producción discográfica titulada “Guitarra Apasionada” realizada en 2008, es un álbum doble donde la guitarra es la principal protagonista y acompañada por percusión, bajo y en algunos temas, el acordeón y el saxofón lo complementan, la idea que nació en una entrevista que le hicieron en el programa arriba Bogotá de Citytv en él tenía que estar acompañado del grupo musical. En agosto de 2008 lanza su tercer Álbum como guitarrista, un CD doble titulado “Guitarra Apasionada”. En el primer CD incluye 33 temas clásicos contemporáneos como Dust in the wind, hotel California, Bamboleo del repertorio internacional, además incluye temas de nuestro patrimonio cultural y folclórico como Ay mi llanura, Esperanza, Obsesión y obras latinoamericanas como el Pájaro campana, la Comparsita, el día que me quieras entre otros. El complemento del Álbum es un compendio de 11 temas inéditos compuestos que han tenido una gran aceptación como: Españolerías, Boavita, Giulliana entre otros.
Históricamente es el Guitarrista Colombiano que más vende discos, según las estadísticas. Dijo Ramiro Isaza Mejía (exdirector de las carreras de guitarra, canto, violín, cuerdas y percusión del conservatorio de música de la universidad nacional de Colombia): Julián Rodríguez Blanco es un joven artista colombiano que une a su natural talento una disciplina intensa, que lo lleva diariamente a profundizar en el difícil arte de la guitarra. Ha sido invitado como concertista para la realización de diversos programas culturales de televisión, Noticieros (entretenimiento y farándula) prensa, revistas y la radio Nacional; también ha realizado conciertos en las más importantes salas del país como el Auditorio de la Luis Ángel Arango del Banco de la República y algunas sucursales a nivel Nacional, el auditorio León de Greiff, el teatro municipal Jorge Eliécer Gaitán entre otros. Su amplia experiencia en el mundo de la música lo ha llevado a transmitir sus conocimientos adquiridos, como profesor de talleres instrumentales en las Universidades Nacional, Distrital, Esap, Escuela General Santander, UPTC y SENA.
Ha representado a Colombia en diversos Festivales Internacionales. Sus conciertos han sido escuchados en Suiza, República Dominicana, Venezuela, Ecuador, y Perú. Quienes han tenido la oportunidad de ver y escuchar a Julián no dudan de su magistral capacidad para interpretar la guitarra. De hecho, ya la ha mostrado en anteriores producciones con "Una Guitarra para Colombia" y "Una guitarra para Hispanoamérica". En una de sus últimas visitas a Colombia el connotado guitarrista español Paco de Lucía dijo que era “un placer ver a un talento latino con tanto gusto por tocar la guitarra y con tal delicadeza”. Recientemente grabó la guitarra para el álbum Sabina al ruedo que saldrá próximamente.

### Actualidad
Hoy en día presenta al público su más reciente trabajo discográfico, el álbum doble titulado “Guitarra Apasionada 2”, es su cuarta producción musical. En el DVD se incluyó repertorio de sus dos anteriores álbumes: "Una guitarra para Hispanoamérica" y "Guitarra Apasionada".
En el CD formaron parte diversos géneros musicales como Anglo, baladas de Leo Dan, pasodobles de Guayacán orquesta, boleros de Vicente Fernández, Joan Sebastián, Antonio Aguilar, Rafael Escalona, Pipe Peláez, Juan Gabriel. Además composiciones de los géneros como son cubano, bolero, rock y tango.

## Condecoraciones
- La cámara de representantes lo condecora con la Orden a la democracia "Simón Bolívar" en el Grado Cruz Gran Caballero, imposición que se llevó a cabo en el Salón Boyacá, del Capitolio Nacional”. El 28 de octubre de 2009 Por destacarse como Concertista, profesional en la guitarra y embajador de nuestra cultura llevándola a diversos países, engrandeciendo el nombre de Colombia.

- La alcaldía de Boavita Boyacá, lo Condecora con la medalla "Punta del Sol" por vida y obra musical en su pueblo. Imposición realzada por el Alcalde Dr. Fabio Figueroa, en el Coliseo IV Centenario, El 2 de enero de 2010

## Reconocimientos y menciones
- La Gobernación de Boyacá lo vincula al mes del artista Colombiano.
- Ha sido invitado como concertista en la realización de diferentes programas culturales de televisión, noticieros (entretenimiento y farándula) y en radio nacional; ha ejecutado conciertos en las más importantes salas del país entre ellas el Auditorio de la Luis ángel Arango de Banco de la República el auditorio León de Greiff, el teatro Jorge Eliécer Gaitán entre otros. Nuestro País se enorgullece de tener un talento que reúne un sinnúmero de valores, dejando el nombre de Colombia en alto, participando en diferentes Festivales Internacionales. En prensa le han hecho un sinnúmero de entrevistas y publicaciones, exaltando la cultura y trascendencias de sus obras.
- Se realizará del 13 al 15 de noviembre de 2010 el XII Festival Antología de la Música Colombiana en Paipa, Boyacá como homenaje al maestro Julián Rodríguez, este evento reúne a los grandes compositores, arreglistas e intérpretes de la música colombiana, brindando un espacio que renueva la cultura del país.[2]

## Publicaciones
- Guitarra Apasionada Álbum Doble 2008 Millenium
- Una Guitarra para hispano América 2004 Sony Music
- Ilusiones 2000 Disonex
- Una Guitarra para Colombia 1990
- 13 composiciones Boavita, Españolerías, Canto a hispano América, Linda, Giulliana, Criss, Gliss, Encanto, Sentimiento Llanero, Alboradas Españolas, Magia, My Blue, y Bossa TBC se encuentran grabadas en sus Álbumes y forman parte de la programación musical de diversas emisoras como Melodía FM.

## Presentaciones y conciertos
- Embajada Americana 6 de marzo de 2009 Día de la Mujer.
- Feria de las colonias 2009 (Corferias)
- Feria del hogar 2008 (Corferias)
- Plaza de Bolívar 2008 “Cuerdas por el acuerdo”
- Concejo de Bogotá 2008
- Teatro minuto de DIOS concierto en pro de la Fundación EUDES (portadores del sida)
- Ecuador (Tulcán) y Pasto, mayo de 2009, octubre de 2008.
- República Dominicana “Juan Dorio y Bocachica, abril de 2009.
- Suiza Fetigny, Luisiana, Berna, marzo de 2009.
- Teatro Municipal Jorge Eliécer Gaitán 2008
- Medellín Centro Comercial Los Molinos, noviembre de 2008
- Río Negro Hall de Llano Grande 2008
- Parque el Virrey festival Gastronomito Alimentarte 2008 y 2007
- Compensar inauguración copa de natación 2008
- Centro de Convenciones Gonzalo Jiménez de Quezada 2008, 2007, 2006 y 2005.
- Auditorio León de Greiff 2008, 2006, 2004….
- Gobernación del Meta 2007
- Presentaciones a nivel nacional en Pereira, Medellín, Boyacá, Santander, Nariño, Chocó, Cundinamarca, Casanare.
- Planetario Distrital Sala Oriol Rangel
- Seleccionado por la Alcaldía Mayor de Bogotá, la Arquidiócesis, la Universidad Nacional y Col-Cultura para realizar recitales en las tres temporadas de Música en Los Templos. 1996, 1997 y 1998.
- Además colabora en presentaciones en Pro de ancianitos, niños de casucha, niños con sida, y otros

## Labor social
- Fundación San Juan Eudes: Padres, Madres y Niños portadores del VIH.
- Fundaciones: casas habitadas por madres portadoras de VIH (dedicadas a la prostitución). Los hijos de estas madres se encuentran en fundaciones desde el 2007. Fundación Santillana: arte, cultura literaria (apoyo a los artistas).
- Fundación Club de Leones: apoyo a las personas de escasos recursos económicos en la consecución de atención oftalmológica y gastos para operación, adquisición de gafas. Granja del Padre Nicolo: Apoyo a los niños de la calle ubicándolos en la granja, enseñándoles a labrar la tierra.
- Instituto Cancerológico: Mujeres, Hombres y Niños desahuciados por el cáncer. Fundación Cardio Infantil. Niños con problemas de alto riesgo cuando no tienen recursos para pagar los tratamientos y operación del corazón. Fundación Hospitalaria Juan Ciudad, en esta institución reciben pacientes con diferentes clases de enfermedades.
- Escuela Militar
- Centro Obrero
- Seminario Mayor: concierto en beneficio de los soldados caídos en combate.
- Las voces del secuestro (Caracol Radio): concierto en honor de los próximos secuestrados que liberen.